# 邁克·科彭
邁克·科彭（Michael Copon）是美國的一位演員、模特、製作人。他最著名的作品包括在電視劇籃球兄弟中飾演Felix Taggaro角色。他的父親是菲律賓人，母親是德國、英格蘭和蘇格蘭後裔。